# Dandelions
A Dandelions Ruth B. kanadai énekesnő dala, amely eredetileg a 2017-es Safe Haven című stúdióalbumának promóciós kislemezeként jelent meg. 2021 augusztusában újra kiadták „lassított és visszhangosított” feldolgozásban.

## Története
Az énekesnő elmondása szerint egy Sia Furlerrel készült interjú megnézését követően kezdett bele a dal megírásába. Az interjúban Sia azt tanácsolta azoknak, akik zeneszövegeket szeretnének írni, hogy keressenek egy „szép szót”, és aköré kezdjenek írni egy dalt.  Ahogy Ruth fogalmaz:
Csak éppen néztem ki az ablakon, amikor megláttam egy pitypangot, és elkezdtem írni a dalt. [...] Emlékszem, akkor arra gondoltam, hogy a pitypang egy olyan szép szó. Írnom kéne köré.
A dalt úgynevezett sleeper hitként tartják számon; bár kezdetben nem kapott különösebb figyelmet, a TikTokon való gyakori használata miatt jelentős nemzetközi sikereket ért el.

## Slágerlisták
| Slágerlista (2022)                            | Legmagasabb pozíció |
| --------------------------------------------- | ------------------- |
| Ausztrália (ARIA)                             | 53                  |
| Kanada (Canadian Hot 100)                     | 58                  |
| Global 200 (Billboard)                        | 51                  |
| Greece International (IFPI Greece)            | 62                  |
| India (IMI)                                   | 1                   |
| Írország (IRMA)                               | 80                  |
| Malájzia (RIM)                                | 6                   |
| Hollandia (Single Top 100)                    | 100                 |
| Fülöp-szigetek (Billboard)                    | 16                  |
| Portugália (AFP Top 100 Singles)              | 63                  |
| Szingapúr (RIAS)                              | 4                   |
| Dél-Afrika (RISA)                             | 71                  |
| Svédország (Sverigetopplistan)                | 100                 |
| Svájc (Schweizer Hitparade)                   | 80                  |
| Egyesült Királyság (UK Singles Chart)         | 42                  |
| US Bubbling Under Hot 100 Singles (Billboard) | 9                   |
| US Adult Contemporary (Billboard)             | 28                  |
| US Adult Top 40 (Billboard)                   | 28                  |

## Minősítések
| Régió                                                            | Minősítés | Eladott példányszám |
| ---------------------------------------------------------------- | --------- | ------------------- |
| Portugália (AFP)                                                 | platina   | 10 000‡             |
| Egyesült Királyság (BPI)                                         | arany     | 400 000‡            |
| Egyesült Államok (RIAA)                                          | arany     | 500 000‡            |
| ‡ Eladási+streaming példányszámok kizárólag a minősítés alapján. |           |                     |

## Kiadási adatok és verziók
| Dátum               | Verzió                          | Formátum                     | Kiadó                       | Forr.  |
| ------------------- | ------------------------------- | ---------------------------- | --------------------------- | ------ |
| 2017. április 28.   | eredeti                         | digitális letöltés streaming | Columbia Records Sony Music | [ 25 ] |
| 2021. augusztus 27. | „lassított és visszhangosított” | digitális letöltés streaming | Columbia Records Sony Music | [ 26 ] |

## Fordítás
- Ez a szócikk részben vagy egészben  a   Dandelions (song) című angol Wikipédia-szócikk ezen változatának fordításán alapul.  Az eredeti cikk szerkesztőit annak laptörténete sorolja fel. Ez a jelzés csupán a megfogalmazás eredetét és a szerzői jogokat jelzi, nem szolgál a cikkben szereplő információk forrásmegjelöléseként.